# Barcelona Sporting Club 1991
Questa voce raccoglie le informazioni riguardanti il Barcelona Sporting Club nelle competizioni ufficiali della stagione 1991.

## Stagione
Vengono acquistati Rubén Insúa dall'Independiente di Avellaneda e Ángel Bernuncio, entrambi argentini. Il portiere titolare è Carlos Morales, e a centrocampo risulta molto importante il contributo di José Gavica. In attacco Muñoz e Uquillas dimostrano una buona prolificità, segnando 30 reti complessive. Il club chiude la prima fase del torneo al primo posto; nella seconda fase, si piazza nuovamente in cima al proprio gruppo. Ottenuta la partecipazione alla fase finale tramite il secondo posto in terza fase, il Barcelona vince il girone finale, ottenendo il titolo nazionale.

## Maglie e sponsor
Lo sponsor ufficiale è Coca-Cola.
| Casa | Trasferta |

## Rosa
| N. |                      | Ruolo | Calciatore              |
| -- | -------------------- | ----- | ----------------------- |
|    | Ecuador (bandiera)   | P     | José Cevallos           |
|    | Ecuador (bandiera)   | P     | Víctor Mendoza Cevallos |
|    | Ecuador (bandiera)   | P     | Carlos Morales          |
|    | Ecuador (bandiera)   | D     | Claudio Alcívar         |
|    | Ecuador (bandiera)   | D     | Freddy Bravo            |
|    | Ecuador (bandiera)   | D     | Julio Guzmán            |
|    | Ecuador (bandiera)   | D     | Jimmy Izquierdo         |
|    | Ecuador (bandiera)   | D     | Wilson Macías           |
|    | Ecuador (bandiera)   | D     | Hans Maldonado          |
|    | Ecuador (bandiera)   | D     | Jimmy Montanero         |
|    | Ecuador (bandiera)   | D     | Raúl Noriega            |
|    | Argentina (bandiera) | D     | Carlos Russo            |
|    | Argentina (bandiera) | C     | Ángel Bernuncio         |
|    | Ecuador (bandiera)   | C     | David Bravo             |

| N. |                      | Ruolo | Calciatore           |
| -- | -------------------- | ----- | -------------------- |
|    | Ecuador (bandiera)   | C     | Miguel Ángel Coronel |
|    | Ecuador (bandiera)   | C     | Christian Gafter     |
|    | Ecuador (bandiera)   | C     | José Gavica          |
|    | Ecuador (bandiera)   | C     | Marcelo Hurtado      |
|    | Argentina (bandiera) | C     | Rubén Darío Insúa    |
|    | Ecuador (bandiera)   | C     | Juan Carlos León     |
|    | Ecuador (bandiera)   | C     | Narciso Micolta      |
|    | Ecuador (bandiera)   | C     | Jhonny Proaño        |
|    | Argentina (bandiera) | C     | Marcelo Trobbiani    |
|    | Ecuador (bandiera)   | A     | Ermen Benítez        |
|    | Argentina (bandiera) | A     | Osvaldo Escudero     |
|    | Ecuador (bandiera)   | A     | Jimmy Jiménez        |
|    | Ecuador (bandiera)   | A     | Carlos Muñoz         |
|    | Ecuador (bandiera)   | A     | Manuel Uquillas      |

## Statistiche

### Statistiche di squadra
| Competizione       | Punti | Totale | Totale | Totale | Totale | Totale | Totale |
| Competizione       | Punti | G      | V      | N      | P      | Gf     | Gs     |
| ------------------ | ----- | ------ | ------ | ------ | ------ | ------ | ------ |
| Serie A            | 57    | 38     | 23     | 11     | 4      | 75     | 37     |
| Coppa Libertadores | 3     | 6      | 0      | 3      | 3      | 5      | 9      |
| Totale             | 60    | 44     | 23     | 14     | 7      | 80     | 46     |